# Le sette età della donna
Le sette età della donna è un dipinto (1544) del pittore tedesco Hans Baldung, detto Grien, eseguito con olio su legno di tiglio. Fa parte della collezione del Museo delle Belle Arti di Lipsia.

## Descrizione
L'immagine di epoca rinascimentale mostra davanti a sinistra un bambino, dietro di esso, allineate da sinistra a destra, un gruppo di cinque figure femminili in età compresa tra i 10 ei 50 anni, appena coperte da panni abilmente avvolti. Ognuna delle donne si distingue dalla vicina per tratti caratteristici e allo stesso tempo è collegata a lei compositivamente per mostrare il collegamento delle diverse età con un corso di vita. Sullo sfondo a destra è visibile la figura femminile più anziana. È pallida, è mostrata di profilo e non guarda più la presenza dello spettatore, ma la vite e il fico come simboli di fertilità e simboli dell'eterno rinnovamento della vita e punta fuori dall'immagine a destra.
L'orizzonte basso conferisce monumentalità alle figure, il cielo azzurro conferisce all'allegoria della caducità un'espressione meditativa. Il dipinto riflessivo e orientato alla vita è probabilmente l'ultima grande opera di Hans Baldung, che morì l'anno successivo.
Ciò che è caratteristico di Baldung è la vicinanza dell'idea fisica dell'invecchiamento femminile alla sessualità, al peccato e alla morte, che è già evidente nella nudità delle donne e nello spietato sfoggio del fascino erotico della giovinezza in netto contrasto con il deterioramento fisico del corpo femminile in età avanzata.

Altre immagini dal tema età e morte di Hans Baldung.
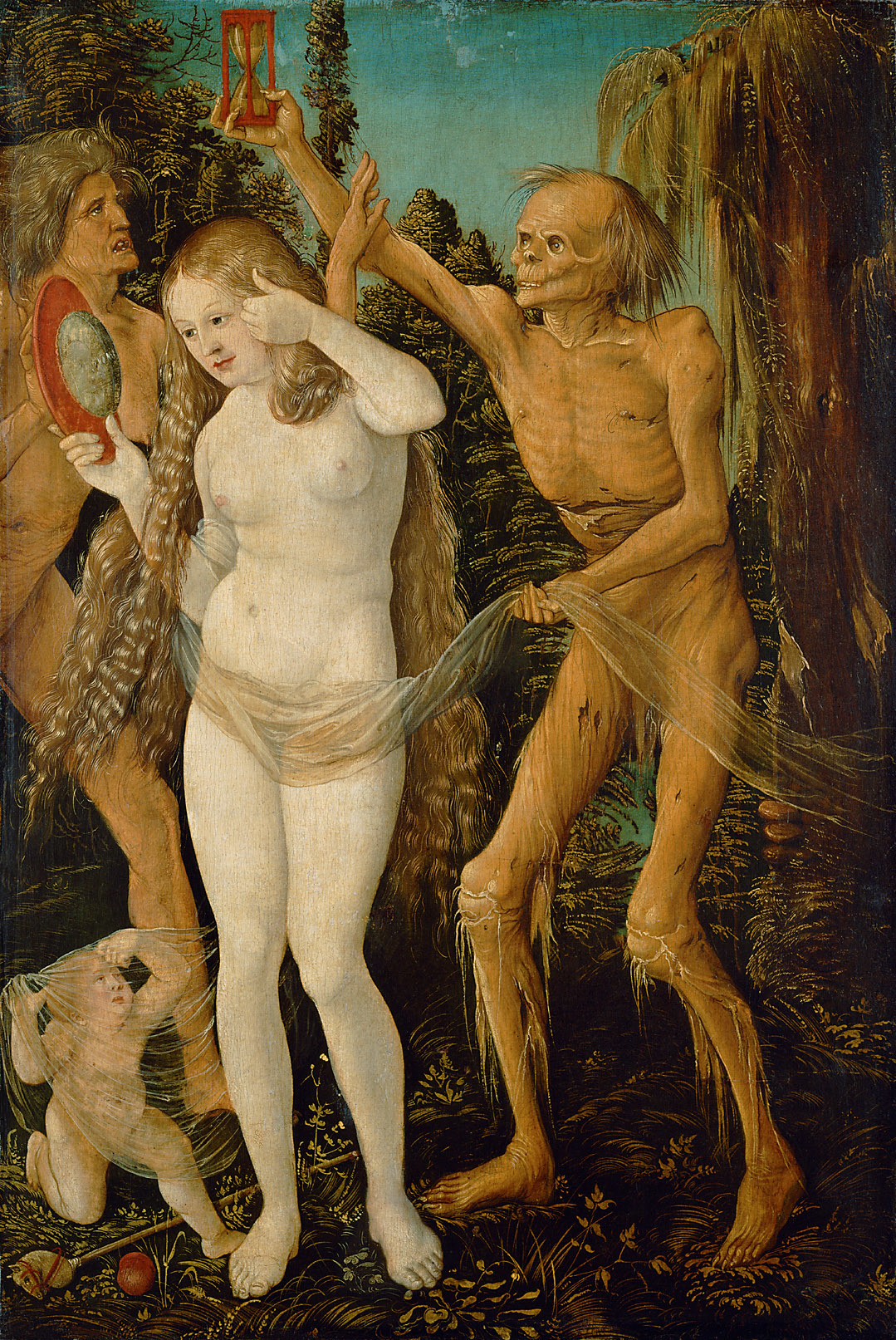
Hans Baldung, Le tre età della vita e la morte[6], Kunsthistorisches Museum, Vienna
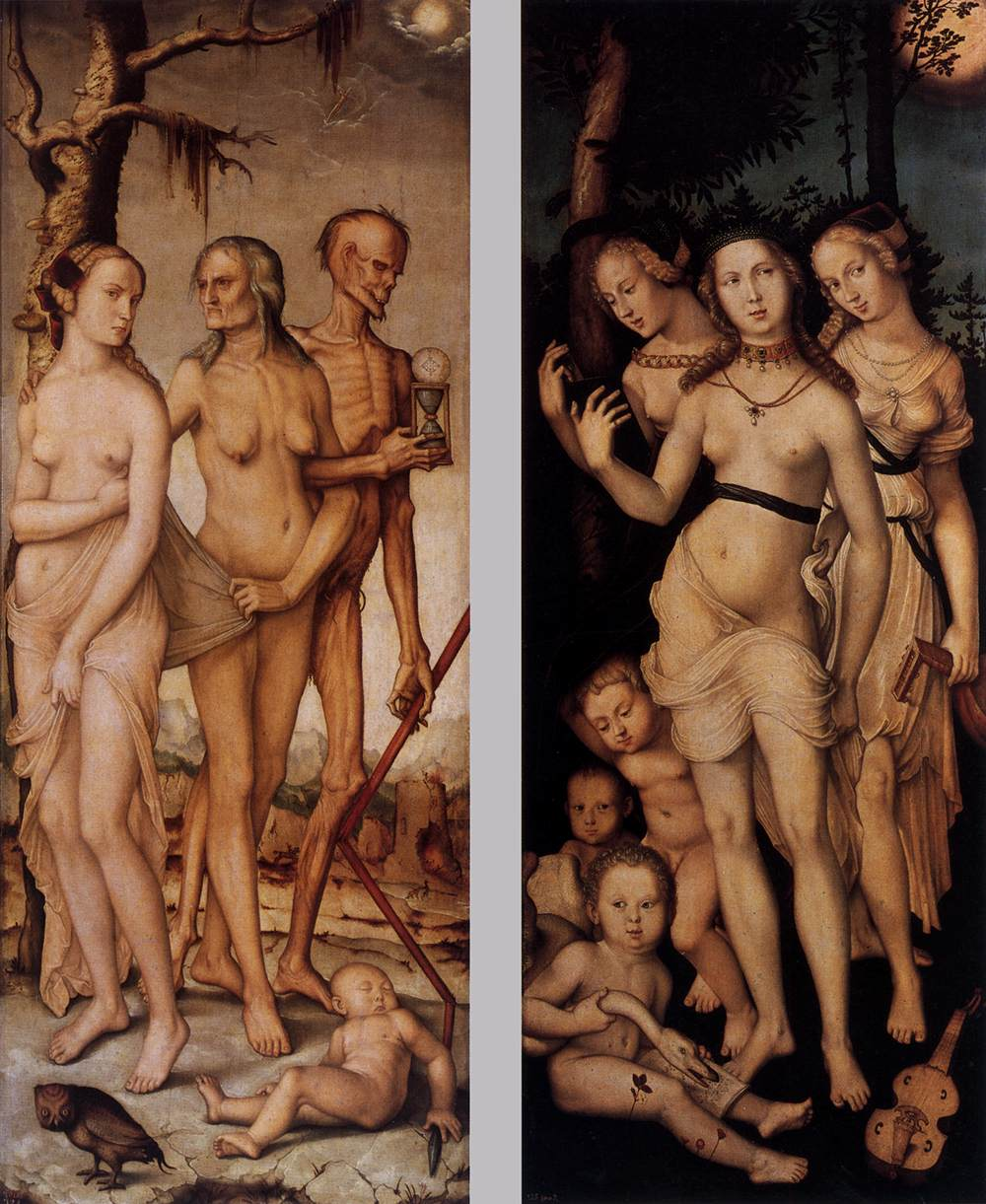
Hans Baldung, L'età della donna, 1540–1545 circa, Prado

## Provenienza
Il dipinto entrò nella collezione del Museo delle Belle Arti nel 1944 dal lascito del banchiere e storico dell'arte di Lipsia Fritz von Harck.